# Vevi

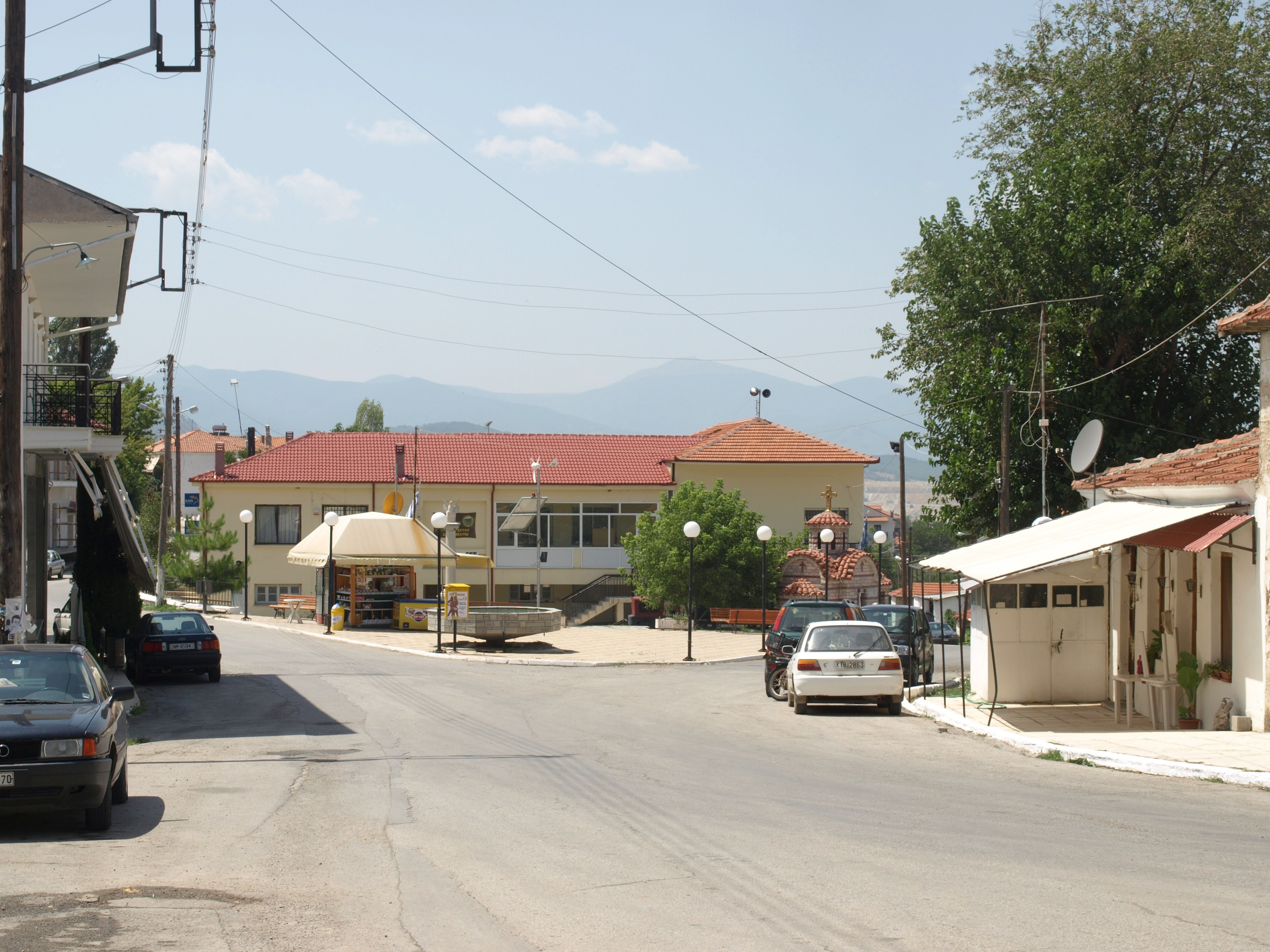
Ortszentrum von Vevi (2008)

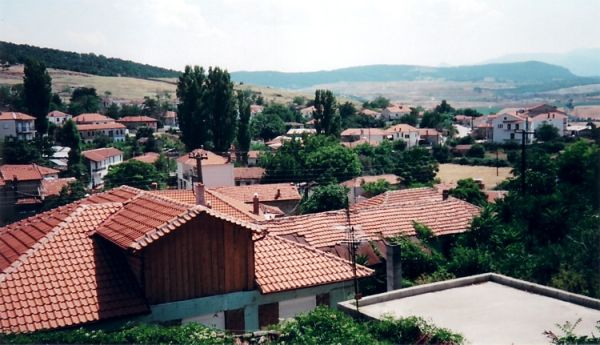
Vevi

Vevi (griechisch Βεύη (f. sg.); bul./maz. Banitsa Баница, daraus früher griech. Banitsa Μπάνιτσα oder Panitsa Πάνιτσα) ist ein Dorf im Gemeindebezirk Meliti der Gemeinde Florina der Region Westmakedonien in Griechenland und befindet sich am östlichen Ende der Ebene von Florina. Das Dorf ist viertelkreisförmig an einen Hang gebaut. Nach Süden erheben sich Höhenzüge, die Vevi von der Ebene von Amyndeo und Ptolemaida trennen. Nach Osten trennen Höhenzüge Vevi von der makedonischen Ebene mit den darin befindlichen Städten Edessa, Katerini und Thessaloniki ab. Die Entfernung über Straßenverbindungen nach Thessaloniki beträgt 160 km, die Entfernung nach Florina 22 km.

## Geschichte
Wahrscheinlich ab dem 15. Jahrhundert gehörte Vevi zur Region Rumelien und war Bestandteil des Osmanischen Reiches. Der exakte Zeitpunkt der osmanischen Eroberung oder Inbesitznahme ist nicht bekannt.

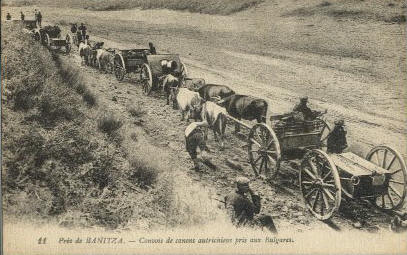
Artillerie-Einheiten bei Vevi im Ersten Weltkrieg 1916.

1912 fand im Gebiet von Vevi die erste Schlacht von Vevi (oder Schlacht von Banitza) im Rahmen des Ersten Balkankriegs statt. Nach der für Griechenland erfolgreichen Schlacht von Servia Ende Oktober 1912 gegen die dortigen Truppen des osmanischen Reichs spaltete sich die 5. griechische Division von der nach Thessaloniki strebenden Hauptstreitmacht ab und marschierte in Richtung Florina. Ab dem 2. November 1912 trafen am Klidi-Pass südlich von Vevi griechische und osmanische Streitkräfte aufeinander. Die osmanischen Streitkräfte konnte den griechischen Angriff vorerst abwehren. Nach dem Fall von Thessaloniki wurden weitere griechische Truppen in Richtung Bitola und Florina nach Nordwesten von Thessaloniki aus entsandt. Der gleichzeitige serbische Sieg bei der Schlacht um Bitola und die Einnahme der Stadt am 19. November 1912 führte zu einem zunehmenden militärische Druck und schwächten die Verteidigungsposition ostsüdöstlich von Florina am Klidi-Pass, so dass die griechische 5. Division nach Regruppierung den Klidi-Pass überquerte und am 19. November 1912 Vevi einnahm. Nach der Befreiung von Vevi durch griechische Truppen Mitte November 1912 fiel Vevi de facto an Griechenland, was mit dem (Vertrag von Bukarest) 1913 bestätigt wurde.
Im Ersten Weltkrieg war Vevi wieder Schauplatz von Kämpfen. Am 22. August 1916 eroberten die aus Monastir (Bitola) und Florina vorrückenden bulgarischen Truppen Vevi und einen Tag später die Höhenzüge des Liliakos östlich des Klidi-Passes. Die in dieser Region für die Entente kämpfenden serbischen Truppen beginnen im September 1916 eine Gegenoffensive: Bereits am 2. September 1916 müssen die bulgarischen Truppen im Umfeld von Vevi Verteidigungsstellungen gegen den serbischen Angriff errichten. Am 17. September 1916 gelangten die Höhenzüge des Klidi-Passes mit dem Mala Reka südlich von Vevi unter serbische und somit alliierte Kontrolle.
Nach der griechischen Niederlage im Griechisch-Türkischen Krieg von 1919 bis 1922 und dem diesen Krieg abschließenden Vertrag von Lausanne 1923 kam es zwischen Griechenland und der Türkei zu einem Bevölkerungsaustausch, bei denen die Einwohner nach ethnischen und religiösen Gesichtspunkten umgesiedelt wurden. 1922 gründeten griechische Kleinasienflüchtlinge südwestlich der ursprünglichen Ortschaft Vevi (seitdem manchmal auch als Ano Vevi bezeichnet) eine Siedlung (Kato Vevi). 1926 wurde die Bezeichnung Vevi per Dekret der griechischen Regierung verbindlich (Umbenennung).
Im April 1941 fand während des Balkanfeldzugs der deutschen Wehrmacht im Zweiten Weltkrieg die zweite Schlacht (oder Kampf) von Vevi statt. Vevi kam unter deutsche Besatzung; diese endete Ende Oktober 1944 (Rückzug der Heeresgruppe E).
Ab 1946 war Vevi auch ein Schauplatz des griechischen Bürgerkrieges: eine nicht geringe Anzahl von Einwohnern beteiligte sich am Bürgerkrieg auf Seiten der Demokratischen Armee Griechenlands (DSE – ΔΣΕ, Δημοκρατικός Στρατός Ελλάδας), welche 1949 der rechtsgerichteten griechischen Armee unterlag. Als Folge der Niederlage flohen nicht wenige Teilnehmer des Bürgerkrieges auf Seiten der kommunistischen DSE nach Albanien und vor allem Jugoslawien und siedelten sich dort an. Weitere migrierten in Staaten des damaligen Ostblocks.
In den 1950er bis 1970er Jahren verließen viele Einwohner Vevi aus wirtschaftlichen Gründen und migrierten unter anderem nach Deutschland, Kanada und Australien. Viele Einwohner und deren Nachfahren leben in Toronto.
Neben der wirtschaftlichen Situation waren auch ethnische Gründe für die Auswanderung – sowohl nach dem griechischen Bürgerkrieg als auch im Zeitraum von 1950 bis 1980 verantwortlich. Substantielle Bevölkerungsanteile Vevis rechneten sich der mazedonischen Minderheit (bezogen auf Gesamt-Griechenland) zu und sprach Mazedonisch. Diese Minderheit wurde – vor allem zur Zeit der griechischen Militärdiktatur (1967 bis 1974) – an der Ausübung ihrer Kultur gehindert. Diese Situation hat sich nach der Redemokratisierung von Griechenland 1974 grundlegend verbessert. 
Die Abwanderung hat zu einem erheblichen Bevölkerungsrückgang geführt. Nach Angaben von Dorfbewohnern sollen in Vevi 1940–1950 zwischen 5.000 und 10.000 Menschen gelebt haben. Andere Quellen mit unsicherer Datengrundlage ermitteln für 1913 eine Einwohnerzahl von 1161, 1940 eine Einwohnerzahl von 2245. Nach Datenerhebungen des griechischen Amts für Statistik lebten 2001 688 Menschen in Vevi. Es gibt in Vevi zahlreiche verfallende Wohnhäuser.

## Wirtschaft
Vevi bezieht seine wirtschaftliche Kraft vor allem aus der Landwirtschaft. Diese wird in Familienbetrieben durchgeführt. Aufgrund des Fundes von Braunkohle, welcher als Brennstoff in Kraftwerken in Achlada und Ptolemaida Verwendung wird, in der Umgebung von Vevi haben Tagebau-Minen seit den 1980er Jahren bestanden, die Arbeitsplätze für die Bevölkerung ermöglichten.

## Verkehr

### Straße

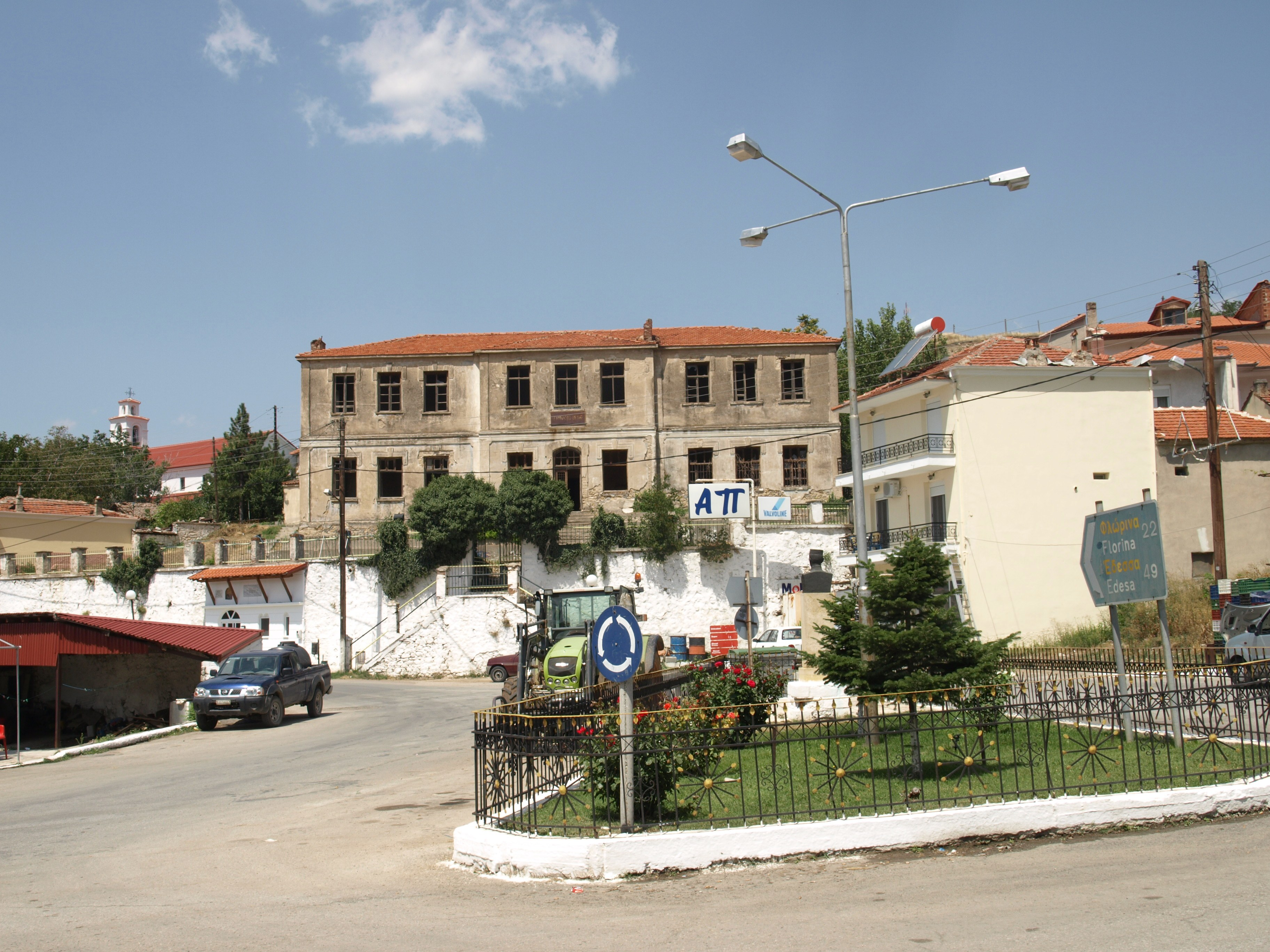
Ehemalige Schule im Zentrum des Ortes

Vevi befindet sich am Kreuzungspunkt zweier Hauptverkehrsstraßen für die Präfektur Florina und die Region West-Makedonien.
Von Ost nach West verläuft die Nationalstraße 2, die Albanien mit Thessaloniki und Nordgriechenland verbindet (zugleich auch Europastraße 86). Die alte Nationalstraße 2 führte dabei von Vevi nach Osten über den Kelli-Pass im Norden an den Seen Petres und Vegoritida vorbei über Edessa nach Thessaloniki. Im Winter war die Strecke aufgrund von Schneefall zeitweilig unpassierbar.
Von Nord nach Süd verläuft die Nationalstraße 3 (zugleich Europastraße 65), welche die Republik Mazedonien mit Griechenland verbindet. Die alte Trasse nach Süden führte über den Vevi-Amynteo-Pass nach Amynteo und dann weiter nach Ptolemaida und Kozani. Auch diese Strecke konnte im Winter durch Schneefall unbefahrbar werden.
Nach Westen hin verlaufen sowohl die Nationalstraße 2 als auch die Nationalstraße 3 auf einer gemeinsamen Trasse, welche ab 2002 durch einen Neubau dem erhöhten Verkehrsaufkommen angepasst worden ist. Nach Süden hin wurden die Nationalstraßen 2 und 3 ebenfalls auf einer neuen Trasse mit Anpassung an das höhere Verkehrsaufkommen vereinigt.

### Schiene
Der Bahnhof von Vevi liegt im Ortsteil Kato Vevi und an der Bahnstrecke Thessaloniki–Florina. Der Bahnhof samt dem daran angrenzenden kleinen Ortsteil Stathmos Vevis oder Kato Vevi gehörte von 1997 bis 2010 zur Gemeinde Perasma und nicht wie die Ortschaft Vevi zur Gemeinde Meliti. Durch die Eingemeindung beider Gemeinden nach Florina 2011 wurde diese Kuriosität beendet.